# Sujiye Chelbasy
Sujiye Chelbasy (del ruso: Сухие Челбасы) es un jútor del raión de Kanevskaya del krai de Krasnodar, en el sur de Rusia. Está situado en la orilla izquierda del río Sujói Chelbas, 20 km al suroeste de Kanevskaya y 103 km al norte de Krasnodar, la capital del krai. Tenía 749 habitantes en 2010.
Pertenece al municipio Kanevskoye.